# Fessenheim
Fessenheim (Fassene in dialetto alsaziano) è un comune francese di 2 282 abitanti situato nel dipartimento dell'Alto Reno nella regione del Grand Est.
Nelle vicinanze del centro abitato è posta la Centrale nucleare di Fessenheim, la più vecchia di Francia costruita a partire dal 1971.

## Società

### Evoluzione demografica
Abitanti censiti